# Celledeling
Celledeling er, når en celle deler sig til to nye celler. Fejl i celledelingen kan føre til kromosommutationer.
Celledeling opdeles i to typer:
- Mitose (Almindelig celledeling).
- Meiose (Reduktionsdeling). Den celle, der kommer ud af meiosen, har halvt så mange kromosomer som modercellen.